# Hugo Johnson
Viktor Hugo Johnson (Gotemburgo, 29 de febrero de 1908-Juan-les-Pins, Francia, 6 de junio de 1983) fue un deportista sueco que compitió en vela en la clase Dragon. Participó en los Juegos Olímpicos de Londres 1948, obteniendo una medalla de plata en la clasee Dragon.

## Palmarés internacional
| Juegos Olímpicos | Juegos Olímpicos      | Juegos Olímpicos | Juegos Olímpicos |
| Año              | Lugar                 | Medalla          | Clase            |
| ---------------- | --------------------- | ---------------- | ---------------- |
| 1948             | Londres (Reino Unido) | Medalla de plata | Dragon           |